# Ключик (пісня)
«Ключик»  — пісня української співачки Тіни Кароль з   студійного альбому «Полюс притяжения». Як  сингл випущений в 2008 році.

## Опис
Пісня "Ключик" - стала  синглом альбому «Полюс притяжения» Тіни Кароль. Автор пісні -  Любаша.  Записувала її в Лондоні на знаменитій студії "Метрофоник"

## Відеокліп
Режисером кліпу виступив Алан Бадоєв
Над зйомками кліпу працювала знімальна група у складі 100 осіб. Добу споруджували декорації, які після всі до єдиної були зруйновані під час зйомок. Також Тіна Кароль в кліпі виконує складні трюки без дублера. Трюки співачці були поставлені за технологією, яка уперше використовувалася у фільмі "Матриця", коли людина перевертається через себе кілька разів підряд.
Ще одним героєм кліпу стала рідкісна старовинна колекція з 60 кішок - порцелянові, з рідкісних порід дерева, золоті, прикрашені коштовним камінням. Вони були розставлені по кімнаті героїні кліпу. Правда, за ними завжди невпинно стежила охорона, адже загальна вартість цієї антикварної колекції - 100 тисяч євро. Після завершення зйомок одну статуетку з цієї колекції співачці подарували на згадку про кліп.

## Список композицій
| Цифрове завантаження, стримінг | Цифрове завантаження, стримінг | Цифрове завантаження, стримінг | Цифрове завантаження, стримінг | Цифрове завантаження, стримінг |
| #                              | Назва                          | Автор слів                     | Автор музики                   | Тривалість                     |
| ------------------------------ | ------------------------------ | ------------------------------ | ------------------------------ | ------------------------------ |
| 1.                             | «Ключик»                       | Любаша                         | Любаша                         | 3:31                           |

## Live виконання
2009 р. "Ключик" - "Чорноморські ігри" 